# Дидактогения
Дидактогения (др.-греч. διδακτός — преподанный, выученный, усвоенный + γενεά — рождение) — психогения (от эмоциональной реакции, дающей сдвиг в настроении личности и коллектива, до болезненного состояния), вызванная нечутким или грубым словом педагога, начальника, руководителя. Может представлять собой брак педагогической работы. Разумная и справедливая строгость не вызывает дидактогений. Является аналогом ятрогении (иатрогении) [2; С. З7].
Понятие введено К. И. Платоновым (1937, 1946). Синоним: дидаскогения (Катков Е. С., 1938).

## Проявления
Дидактогения может проявиться в особенностях личностного контакта (неуважительное отношение к ученику, студенту, подавление его инициативы, прилюдное вышучивание его ответов) и в том, как преподносятся знания (подчеркивание отрицательных моментов того или иного явления, с которым может столкнуться в своей жизни ученик, утверждение о недоступности для него изучаемого материала и т. д.). Важное значение имеют и особенности личности учащегося, его повышенная сенситивность, незрелость суждений, их несамостоятельность.

## Варианты дидактогений
К дидактогениям относится также нервно-психическое расстройство, возникшее в связи с прослушанной лекцией или вслед за объяснением преподавателя, где шла речь о каком-либо заболевании, после прочтения статьи на медицинскую тему, просмотра научно-популярного фильма и т. д. [3].
К дидактогениям следует относить и психогении, вызванные неправильным профессиональным общением, некомпетентностью консультативной и диагностической работы практического психолога, а также бесконтрольным распространением и использованием психодиагностического инструментария и психотерапевтических технологий лицами без специальной подготовки.
Если ятрогении — категория психогенных состояний, хорошо исследованная в медицине (Р. А. Лурия (1944), И. Харди (1973)), то дидактогении в педагогической и психологической практике и специальной литературе почти не представлены, за исключением терминологических словарных определений.